# ژان-مارک مارینو
ژان-مارک مارینو (فرانسوی: Jean-Marc Marino‎؛ زادهٔ ۱۵ اوت ۱۹۸۳) دوچرخه‌سوار اهل فرانسه است.